# Alsisar
Alsisar ist ein größeres Dorf mit etwa 5.500 Einwohnern im Distrikt Jhunjhunu in der Shekhawati-Region im Nordosten des indischen Bundesstaats Rajasthan.

## Lage
Alsisar liegt knapp 200 km (Fahrtstrecke) nördlich von Jaipur bzw. ca. 230 km östlich von Bikaner in einer Höhe von ca. 295 m ü. d. M.; die indische Hauptstadt Delhi ist etwa 250 km in östlicher Richtung entfernt. Das Klima ist mit Ausnahme der Monsunzeit (Juli bis September) trocken und heiß.

## Bevölkerung
Viele Einwohner sind in den letzten Jahrzehnten aus den ländlichen Regionen zugewandert; man spricht zumeist Hindi. Anders als im Norden Indiens üblich, übersteigt der weibliche Bevölkerungsanteil den der Männer um etwa 5 %.

## Wirtschaft
Die Region der Shekhawati ist traditionell landwirtschaftlich geprägt (in früherer Zeit spielte auch die Viehzucht eine bedeutende Rolle); doch wegen der durchziehenden Handelskarawanen haben sich bereits im 17. und 18. Jahrhundert in einigen größeren Dörfern Händler niedergelassen, die jedoch nach der Verlagerung des Handels über den Seeweg in die Häfen von Surat, Bombay u. a. abwanderten. Der Tourismus ist nur von untergeordneter Bedeutung.

## Geschichte
Alsisar war jahrhundertelang nur ein größeres Dorf, welches erst durch die Zunahme des Karawanenhandels zwischen Indien und dem Vorderen Orient bzw. Europa im 18. und 19. Jahrhundert eine gewisse Bedeutung erlangte. Wohlhabend gewordene Kaufleute siedelten sich an und bauten große Wohn- und Geschäftshäuser (Havelis), die reich mit Malereien ausgestattet waren. Nach der Machtübernahme durch die Briten verlagerte sich der Handel zunehmend auf die weiter südlich gelegenen Seehäfen und die gesamte Shekhawati-Region geriet ins Abseits.

## Sehenswürdigkeiten
- In der Stadt verteilt stehen mehrere alte Kaufmannshäuser (z. B. Kataruka ki haveli, Shri Lal Bahadur Mal ki haveli, Tejpal Jhunjhunuwala ki haveli, Ramjas Jhunjhunuwala ki haveli, Lakha ka ki haveli) deren Malereien mit zumeist populär-religiösen Themen (Krishna und Radha oder Rama und Sita) aus dem ausgehenden 19. oder beginnenden 20. Jahrhundert stammen.
- Außerdem gibt es mehrere zumeist im 19. Jahrhundert erbaute und mit Malereien versehene Hindu-Tempel (z. B. Satya Narayan ji ka temple oder Shri Rani Sati ji ka temple).
- Der ehemalige Palast des örtlichen Thakurs im Fortbereich ist zu einem stilvollen Hotel umgebaut worden.